# Dorothy Ripley
Dorothy Ripley (1767 - 1832) fou un missionera, escriptora i evangelitzadora britànica.